# Boëseghem
Boëseghem (in olandese Boezegem) è un comune francese di 734 abitanti situato nel dipartimento del Nord nella regione dell'Alta Francia.

## Società

### Evoluzione demografica
Abitanti censiti